# Santosia
Santosia là một chi thực vật có hoa trong họ Cúc (Asteraceae).

## Loài
Chi Santosia gồm các loài: